# Alliat

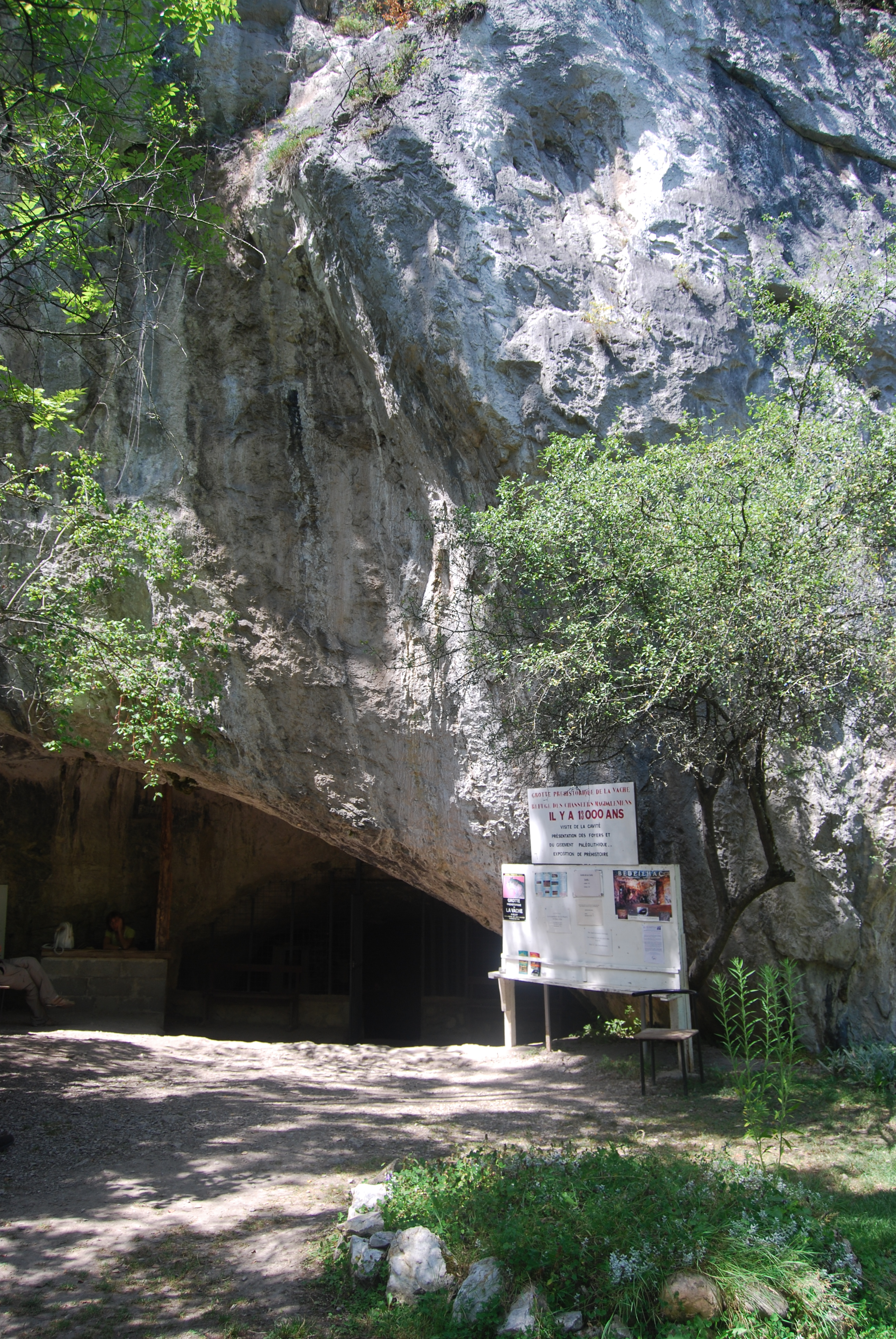
Ingang van de Grotte de la Vache bij Alliat

Alliat is een gemeente in het Franse departement Ariège (regio Occitanie) en telt 63 inwoners (2009). De plaats maakt deel uit van het arrondissement Foix.

## Geografie
De oppervlakte van Alliat bedraagt 3,4 km², de bevolkingsdichtheid is dus 18,5 inwoners per km².
De onderstaande kaart toont de ligging van Alliat met de belangrijkste infrastructuur en aangrenzende gemeenten.

## Demografie
Onderstaande figuur toont het verloop van het inwonertal (bron: INSEE-tellingen).

Vanwege een beveiligingsprobleem met de MediaWiki Graph-software is het momenteel niet mogelijk deze grafiek weer te geven. Zodra de software is bijgewerkt zal de grafiek vanzelf weer zichtbaar worden.